# 千葉県第8区
千葉県第8区（ちばけんだい8く）は、日本の衆議院議員総選挙における選挙区。1994年（平成6年）の公職選挙法改正で設置。

## 区域

### 現在の区域
2022年（令和4年）公職選挙法改正以降の区域は以下のとおりである。13区との交換により、旧沼南町域が8区に復帰となり柏市の分割が解消され、我孫子市は13区に移行した。
- 柏市

### 2002年から2022年までの区域
2013年（平成25年）公職選挙法改正から2022年の小選挙区改定までの区域は以下のとおりである。
- 柏市（旧沼南町域を除く）
  - 本庁管内
  - 田中・増尾・富勢・光ケ丘・豊四季台・南部・西原・松葉・藤心の各出張所管内
  - 柏駅前行政サービスセンター管内
- 我孫子市

2002年（平成14年）公職選挙法改正から2013年の小選挙区改定までの区域は以下のとおりである。沼南町は新設された13区に編入した。
- 柏市
- 我孫子市

### 2002年以前の区域
1994年（平成6年）公職選挙法改正から2002年の小選挙区改定までの区域は以下のとおりである。
- 柏市
- 我孫子市
- 東葛飾郡
  - 沼南町

## 歴史
ベッドタウンの柏市と我孫子市（2022年の公職選挙法改正で13区に移行）からなる千葉県の中でも無党派層が多い選挙区で第46回衆議院議員総選挙まで当選者が入れ替わっていた。自民党の桜田義孝が第41回衆議院議員総選挙で新進党の前職、長浜博行を約7000票差で破り、初当選するも、第42回衆議院議員総選挙は民主党に合流した長浜に、第43回衆議院議員総選挙ではそれまで比例南関東ブロックで当選してきた同じく民主党の松崎公昭に敗れ、比例復活した。その後、選挙区調整で長浜が保守王国である11区に国替えし、桜田と松崎の激しい戦いが繰り広げられた。第44回衆議院議員総選挙では桜田が松崎に比例復活を許さず4選するも、第45回衆議院議員総選挙では逆に松崎に敗れた。第46回衆議院議員総選挙で桜田が松崎を破り、松崎は引退した。これ以降、桜田は3回連続で小選挙区で当選している。
第47回衆議院議員総選挙では政党と選挙区を渡り歩いた維新の党の太田和美（元々は柏市出身）が比例復活するも、第48回衆議院議員総選挙では桜田に敗れ、比例復活もかなわなかった。しかし桜田は第48回総選挙後に入閣した時の不適切な発言・答弁などが影響し、第49回衆議院議員総選挙では立憲民主党の新人・本庄知史が桜田を破った。敗れた桜田は、比例南関東ブロックでの復活当選となった。
第50回衆議院議員総選挙では、引退した桜田に代わり自民党新人の松本泉が立候補したが本庄に敗れ比例復活もならず落選。
なお、本区が設置されて初の選挙である第41回の桜田と長浜の票差は約7000票、第42回では3000票、第43回での桜田と松崎の票差は約5000票といずれも接戦であるが、自民党の桜田が柏市内でも比較的農村部の田中地区などの柏市北部出身であるのに対して民主党の松崎は市内でも宅地化の進んだ人口の多い柏市の南部出身であることが背景にあるとされる。2005年に桜田の尽力もありつくばエクスプレスが開通してからは北部の開発も進み人口も増えたものの一方でその多くが千葉都民であることから無党派層が増加し、小泉旋風を巻き起こした第44回、民主党の政権交代が実現した第45回、さらに再び自民党が政権を奪還した第46回、それ以降の安倍政権の支持率の高さと野党分裂によって自民党が大勝した第47回と第48回総選挙では桜田と次点候補の票差は約3万票前後にまで広がっていた。第49回では希望かられいわ新選組を経て無所属となった太田が柏市長選挙に転出したことや立憲民主党とそれまで候補を擁立していた日本共産党が共闘して候補を一本化したことで立憲の本庄が当選、桜田との票差を逆に5万票以上にまで広げた。野党候補の拉致問題に関する発言で自民が当選した6区とは対照的な結果となった。

## 小選挙区選出議員
| 選挙名                 | 年     | 当選者   | 党派       |
| ---------------------- | ------ | -------- | ---------- |
| 第41回衆議院議員総選挙 | 1996年 | 桜田義孝 | 自由民主党 |
| 第42回衆議院議員総選挙 | 2000年 | 長浜博行 | 民主党     |
| 第43回衆議院議員総選挙 | 2003年 | 松崎公昭 | 民主党     |
| 第44回衆議院議員総選挙 | 2005年 | 桜田義孝 | 自由民主党 |
| 第45回衆議院議員総選挙 | 2009年 | 松崎公昭 | 民主党     |
| 第46回衆議院議員総選挙 | 2012年 | 桜田義孝 | 自由民主党 |
| 第47回衆議院議員総選挙 | 2014年 | 桜田義孝 | 自由民主党 |
| 第48回衆議院議員総選挙 | 2017年 | 桜田義孝 | 自由民主党 |
| 第49回衆議院議員総選挙 | 2021年 | 本庄知史 | 立憲民主党 |
| 第50回衆議院議員総選挙 | 2024年 | 本庄知史 | 立憲民主党 |

## 選挙結果
時の内閣：第1次石破内閣 解散日：2024年10月9日 公示日：2024年10月15日
当日有権者数：36万412人 最終投票率：52.36%（前回比：3.80%） （全国投票率：53.85%（2.08%））
| 当落 | 候補者名 | 年齢 | 所属党派     | 新旧 | 得票数   | 得票率 | 惜敗率 | 推薦・支持 | 重複 |
| ---- | -------- | ---- | ------------ | ---- | -------- | ------ | ------ | ---------- | ---- |
| 当   | 本庄知史 | 50   | 立憲民主党   | 前   | 78,678票 | 42.93% | ――     |            | ○    |
|      | 松本泉   | 42   | 自由民主党   | 新   | 59,070票 | 32.23% | 75.08% | 公明党推薦 | ○    |
|      | 石塚貞通 | 57   | 日本維新の会 | 新   | 20,338票 | 11.10% | 25.85% |            | ○    |
|      | 宮本寛之 | 39   | 参政党       | 新   | 13,872票 | 7.57%  | 17.63% |            |      |
|      | 高橋敏   | 67   | 日本共産党   | 新   | 11,296票 | 6.16%  | 14.36% |            |      |

時の内閣：第1次岸田内閣 解散日：2021年10月14日 公示日：2021年10月19日
当日有権者数：42万3866人 最終投票率：56.16%（前回比：4.48%） （全国投票率：55.93%（2.25%））
| 当落 | 候補者名   | 年齢 | 所属党派   | 新旧 | 得票数    | 得票率 | 惜敗率 | 推薦・支持 | 重複 |
| ---- | ---------- | ---- | ---------- | ---- | --------- | ------ | ------ | ---------- | ---- |
| 当   | 本庄知史   | 47   | 立憲民主党 | 新   | 135,125票 | 59.65% | ――     |            | ○    |
| 比当 | 桜田義孝   | 71   | 自由民主党 | 前   | 81,556票  | 36.00% | 60.36% | 公明党推薦 | ○    |
|      | 宮岡進一郎 | 80   | 無所属     | 新   | 9,845票   | 4.35%  | 7.29%  |            | ×    |

- 太田は衆議院議員総選挙と同日に行われた柏市長選挙に立候補し、当選。

時の内閣：第3次安倍第3次改造内閣 解散日：2017年9月28日 公示日：2017年10月10日
当日有権者数：41万1572人 最終投票率：51.68%（前回比：1.17%） （全国投票率：53.68%（1.02%））
| 当落 | 候補者名   | 年齢 | 所属党派   | 新旧 | 得票数    | 得票率 | 惜敗率 | 推薦・支持 | 重複 |
| ---- | ---------- | ---- | ---------- | ---- | --------- | ------ | ------ | ---------- | ---- |
| 当   | 桜田義孝   | 67   | 自由民主党 | 前   | 100,115票 | 48.76% | ――     | 公明党推薦 | ○    |
|      | 太田和美   | 38   | 希望の党   | 前   | 71,468票  | 34.81% | 71.39% |            | ○    |
|      | 小野里定良 | 70   | 日本共産党 | 新   | 33,752票  | 16.44% | 33.71% |            |      |

時の内閣：第2次安倍改造内閣 解散日：2014年11月21日 公示日：2014年12月2日
当日有権者数：39万6160人 最終投票率：52.85%（前回比：7.41%） （全国投票率：52.66%（6.66%））
| 当落 | 候補者名   | 年齢 | 所属党派   | 新旧 | 得票数   | 得票率 | 惜敗率 | 推薦・支持 | 重複 |
| ---- | ---------- | ---- | ---------- | ---- | -------- | ------ | ------ | ---------- | ---- |
| 当   | 桜田義孝   | 64   | 自由民主党 | 前   | 98,569票 | 49.20% | ――     | 公明党推薦 | ○    |
| 比当 | 太田和美   | 35   | 維新の党   | 元   | 69,667票 | 34.77% | 70.68% |            | ○    |
|      | 小野里定良 | 67   | 日本共産党 | 新   | 32,118票 | 16.03% | 32.58% |            |      |

- 太田は44回の補欠選挙は千葉7区から、45回・46回は福島2区から立候補（補欠選挙・45回は当選、46回は落選）。

時の内閣：野田第3次改造内閣 解散日：2012年11月16日 公示日：2012年12月4日
当日有権者数：39万3127人 最終投票率：60.26%（前回比：7.42%） （全国投票率：59.32%（9.96%））
| 当落 | 候補者名   | 年齢 | 所属党派     | 新旧 | 得票数   | 得票率 | 惜敗率 | 推薦・支持       | 重複 |
| ---- | ---------- | ---- | ------------ | ---- | -------- | ------ | ------ | ---------------- | ---- |
| 当   | 桜田義孝   | 62   | 自由民主党   | 元   | 93,882票 | 41.00% | ――     | 公明党推薦       | ○    |
|      | 松崎公昭   | 69   | 民主党       | 前   | 56,831票 | 24.82% | 60.53% | 国民新党推薦     | ○    |
|      | 山本幸治   | 41   | みんなの党   | 新   | 44,532票 | 19.45% | 47.43% | 日本維新の会推薦 | ○    |
|      | 姫井由美子 | 53   | 日本未来の党 | 新   | 18,846票 | 8.23%  | 20.07% | 新党大地推薦     | ○    |
|      | 武石英紀   | 62   | 日本共産党   | 新   | 14,914票 | 6.51%  | 15.89% |                  |      |

- 姫井は2007年の第21回参議院議員通常選挙に岡山県選挙区から立候補して当選、任期途中で辞職（失職）しての鞍替え立候補であった。その後49回には比例中国ブロックで単独立候補しているが落選。

時の内閣：麻生内閣 解散日：2009年7月21日 公示日：2009年8月18日
当日有権者数：39万1010人 最終投票率：67.68%（前回比：0.73%） （全国投票率：69.28%（1.77%））
| 当落 | 候補者名 | 年齢 | 所属党派   | 新旧 | 得票数    | 得票率 | 惜敗率 | 推薦・支持 | 重複 |
| ---- | -------- | ---- | ---------- | ---- | --------- | ------ | ------ | ---------- | ---- |
| 当   | 松崎公昭 | 65   | 民主党     | 元   | 138,923票 | 53.56% | ――     |            | ○    |
|      | 桜田義孝 | 59   | 自由民主党 | 前   | 97,007票  | 37.40% | 69.83% |            | ○    |
|      | 加藤英雄 | 56   | 日本共産党 | 新   | 19,378票  | 7.47%  | 13.95% |            |      |
|      | 森泰子   | 59   | 幸福実現党 | 新   | 4,052票   | 1.56%  | 2.92%  |            |      |

時の内閣：第2次小泉改造内閣 解散日：2005年8月8日 公示日：2005年8月30日
当日有権者数：37万7404人 最終投票率：66.95%（前回比：7.16%） （全国投票率：67.51%（7.65%））
| 当落 | 候補者名 | 年齢 | 所属党派   | 新旧 | 得票数    | 得票率 | 惜敗率 | 推薦・支持 | 重複 |
| ---- | -------- | ---- | ---------- | ---- | --------- | ------ | ------ | ---------- | ---- |
| 当   | 桜田義孝 | 55   | 自由民主党 | 前   | 128,659票 | 51.87% | ――     |            | ○    |
|      | 松崎公昭 | 62   | 民主党     | 前   | 99,204票  | 39.99% | 77.11% |            | ○    |
|      | 高橋敏   | 48   | 日本共産党 | 新   | 16,588票  | 6.69%  | 12.89% |            |      |
|      | 今井洋一 | 47   | 無所属     | 新   | 3,614票   | 1.46%  | 2.81%  |            | ×    |

時の内閣：第1次小泉第2次改造内閣 解散日：2003年10月10日 公示日：2003年10月28日
当日有権者数：37万3015人 最終投票率：59.79%（前回比：0.03%） （全国投票率：59.86%（2.63%））
| 当落 | 候補者名 | 年齢 | 所属党派   | 新旧 | 得票数    | 得票率 | 惜敗率 | 推薦・支持 | 重複 |
| ---- | -------- | ---- | ---------- | ---- | --------- | ------ | ------ | ---------- | ---- |
| 当   | 松崎公昭 | 60   | 民主党     | 前   | 100,794票 | 46.76% | ――     |            | ○    |
| 比当 | 桜田義孝 | 53   | 自由民主党 | 前   | 95,627票  | 44.37% | 94.87% |            | ○    |
|      | 加藤英雄 | 50   | 日本共産党 | 新   | 19,117票  | 8.87%  | 18.97% |            |      |

- 松崎は第41回・第42回は比例単独候補として立候補し当選。

時の内閣：第1次森内閣 解散日：2000年6月2日 公示日：2000年6月13日
当日有権者数：39万6931人 最終投票率：59.76% （全国投票率：62.49%（2.84%））
| 当落 | 候補者名   | 年齢 | 所属党派   | 新旧 | 得票数   | 得票率 | 惜敗率 | 推薦・支持 | 重複 |
| ---- | ---------- | ---- | ---------- | ---- | -------- | ------ | ------ | ---------- | ---- |
| 当   | 長浜博行   | 41   | 民主党     | 元   | 91,220票 | 39.62% | ――     |            | ○    |
| 比当 | 桜田義孝   | 50   | 自由民主党 | 前   | 88,065票 | 38.25% | 96.54% |            | ○    |
|      | 高田保典   | 61   | 日本共産党 | 新   | 23,235票 | 10.09% | 25.47% |            |      |
|      | 佐々木利夫 | 57   | 社会民主党 | 新   | 21,429票 | 9.31%  | 23.49% |            | ○    |
|      | 林秀和     | 36   | 自由連合   | 新   | 6,294票  | 2.73%  | 6.90%  |            |      |

- 長浜は第43回は11区へ転出、第44回は比例単独候補として立候補し当選。その後、第44回当選後の任期途中で第21回参議院選挙に千葉県選挙区から立候補し当選。

時の内閣：第1次橋本内閣 解散日：1996年9月27日 公示日：1996年10月8日 （全国投票率：59.65%（8.11%））
| 当落 | 候補者名 | 年齢 | 所属党派   | 新旧 | 得票数   | 得票率 | 惜敗率 | 推薦・支持 | 重複 |
| ---- | -------- | ---- | ---------- | ---- | -------- | ------ | ------ | ---------- | ---- |
| 当   | 桜田義孝 | 46   | 自由民主党 | 新   | 69,539票 | 34.00% | ――     |            | ○    |
|      | 長浜博行 | 38   | 新進党     | 前   | 62,740票 | 30.67% | 90.22% |            |      |
|      | 早川幸彦 | 55   | 民主党     | 新   | 40,103票 | 19.61% | 57.67% |            | ○    |
|      | 加藤英雄 | 43   | 日本共産党 | 新   | 29,884票 | 14.61% | 42.97% |            |      |
|      | 松本英征 | 53   | 自由連合   | 新   | 2,284票  | 1.12%  | 3.28%  |            |      |